# Vireolanius
A Vireolanius a madarak osztályának verébalakúak (Passeriformes) rendjébe és a lombgébicsfélék (Vireonidae) családjába tartozó nem.

## Rendszerezésük
A nemet Charles Lucien Jules Laurent Bonaparte francia  ornitológus írta le 1850-ben, az alábbi fajok tartoznak ide:
- szalagos gébicsvireó (Vireolanius melitophrys)
- smaragdgébicsvireó (Vireolanius pulchellus)
- sárgaarcú gébicsvireó (Vireolanius eximius)
- fehérfülű gébicsvireó (Vireolanius leucotis)

## Előfordulásuk
Mexikóban, Közép-Amerikában és Dél-Amerika északi részén honosak. A természetes élőhelye a szubtrópusi vagy trópusi esőerdők. Állandó, nem vonuló fajok.

## Megjelenésük
Testhosszuk 14-18 centiméter közötti.